# Johann Rudolf Schellenberg
Johann Rudolph Schellenberg (4 de gener de 1740 - 1806) va ser un botànic i entomòleg suís. Va néixer a Basilea i morí a Töss, cantó de Zuric.
Va il·lustrar moltesobres sobre botànica i entomologia incloent l'obra de Johann Heinrich Sulzer Die Kennzeichen der Insekten, nach Anleitung des Königl. Schwed. Ritters und Leibarzts Karl Linnaeus. Mit einer Vorrede des Herrn Johannes Gessners, publicada a Zúric el 1761; la de Johann Jacob Roemer Genera Insectorum Linnaei et Fabricii iconibus illustrata publicada a Winterthur, Steiner el 1789 i la seva pròpia obra Genres des mouches Diptères représentés en XLII planches projettées et dessinées et expliquées par deux amateurs de l'entomologie, publicada a Zuric el 1803. Aquesta obra té 42 plaques.

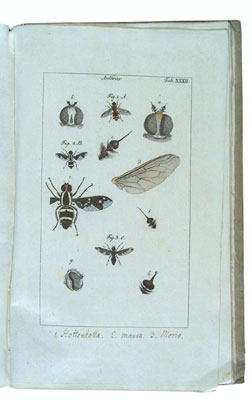
J.R. Schellenberg Gattungen der Fliegen

Schellenberg va descriure algunes noves espècies de Coleoptera i Diptera.